# Chinland
Chinland, oficialmente el Estado de Chinland, es una entidad política autónoma del sudeste asiático. Su territorio reclamado abarca el estado Chin de Myanmar. Controla casi todo el estado de Chin en el oeste de Myanmar, a lo largo de las fronteras con Bangladesh y la India. El Consejo de Chinland, la autoridad gobernante de Chinland, declaró que uno de sus principales objetivos es la formación de una unión federal, en la que Chinland se convierta en una unidad federal autónoma dentro de un futuro Myanmar federal una vez que la junta militar del Consejo de Administración del Estado haya sido derrocada.

## Historia

El estado se estableció tras la ratificación de la Constitución de Chinland el 6 de diciembre de 2023 por el Frente Nacional Chin (CNF) y las organizaciones de administración local, estableciendo el Consejo de Chinland como su órgano de gobierno y cambiando el nombre anterior de Estado de Chin a Chinland. La constitución apuntaba a crear un estado nación para el pueblo Chin siguiendo los principios de autodeterminación con una "visión federal de unión", es decir, un enfoque de abajo hacia arriba para el establecimiento de una futura unión federal en Myanmar.
El Consejo de Chinland, compuesto por 27 miembros del CNF, 14 diputados y 68 miembros de las administraciones locales, recibió el apoyo de 14 de las 17 organizaciones de administración local reconocidas en el estado de Chin, con la excepción de Falam, Tedim y Mindat.

## Gobierno
El gobierno de Chinland está dividido en tres poderes (ejecutivo, legislativo y judicial) supervisados por el Consejo de Chinland, y se espera que establezca completamente los tres poderes para enero de 2024. Se espera que el ejecutivo incluya 15 ministerios, entre ellos los de Defensa, Interior, Asuntos Exteriores e Inmigración.
La Constitución de Chinland también establece el Ejército Nacional de Chin como el único ejército nacional del estado. No obstante, las administraciones locales todavía mantienen sus propias fuerzas armadas, la mayoría de ellas como parte de las Fuerzas de Defensa de Chinland y organizadas en el Comité Conjunto de Defensa de Chin.

### División Administrativa
- Daai
- Falam
- Haja
- Hualngo
- Kanpetlet
- Lautú
- Matupí
- mará
- Mindat
- Ngawn
- paletwa
- Senthang
- Siyin
- tedim
- tonzang
- Thantlang
- Zanniat
- Zofei
- Zotung

### Símbolos
La bandera utilizada por el Consejo de Chinland es idéntica a la del Frente Nacional de Chin, que difiere de la bandera anterior del Estado de Chin. Consta de tres bandas horizontales de color rojo, blanco y azul, cargadas con dos cálaos en el centro.

## Estatus
Si bien afirmaba luchar por una "unión democrática federal", la constitución no discutía el estatus de Chinland con respecto a Myanmar, lo que llevó a especulaciones sobre un potencial separatismo. Sin embargo, la constitución del Consejo de Chinland establece explícitamente que una unión federal es uno de sus principales objetivos y que el Consejo y el Gobierno de Chinland trabajarán en coordinación con el Gobierno democrático de Unidad Nacional, el Consejo Consultivo de Unidad Nacional y otras "unidades federales".
Además, algunos miembros del anterior Consejo Consultivo Nacional Interino de Chin, establecido en 2021, han rechazado la autoridad del Consejo de Chinland, por temor a que una ratificación de la constitución conduzca a la disolución del ICNCC.